# Laphroaig
Laphroaig (prononcé 'la-froyg') est le nom d'une distillerie  de whisky écossais située dans l'île d’Islay sur la côte ouest de l'Écosse. Son nom vient du gaélique écossais Lag a'mhor aig qui signifie « la grotte de la baie ».
La distillerie (fondée en 1815) est la propriété de l'entreprise Beam Global Spirits & Wine depuis juillet 2005, emploie vingt personnes et produit 2 200 000 litres d'alcool pur par an.
Le whisky qui y est produit peut être consommé tel quel ou entrer dans la composition des blends Islay Mist et Long John.

## Historique
La distillerie est établie par Donald et Alexander Johnston en 1815. Pendant la Seconde Guerre mondiale, elle est requise par l'Force aérienne royale et le corps des ingénieurs britanniques. Sous gestion de Bessie Williamson (en) depuis 1954, Laphroaig est rachetée par Long John International dans les années 1960.
Par la suite, la distillerie passe aux mains de British Whitbread en 1975 puis d'Allied Lyons en 1989, compagnie qui plus tard deviendra Allied Domecq. En 2005, Pernod Ricard prend les rênes de Laphroaig, avant que cette dernière ne soit vendue à American Fortune Brands, compagnie mère de Beam Inc.. Suntory Holdings rachète les actions de Laphroig à Beam Inc. en 2014 et, passant ainsi sour le contrôle de la toute nouvelle Beam Suntory,.
En 1994, le prince de Galles, Charles de Galles, accorde le « Royal Warrant » à la distillerie.

## Notes de dégustation

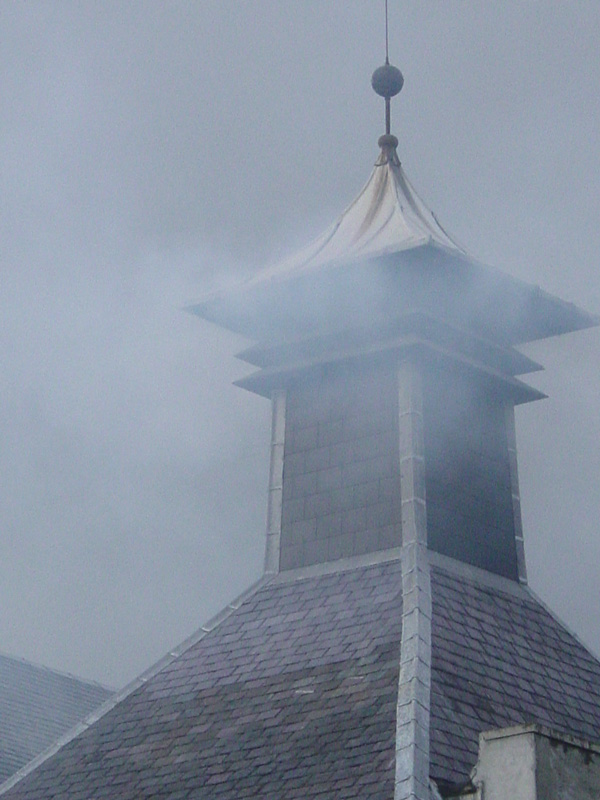
La cheminée de la distillerie